# 포틀랜드 (오리건주)
포틀랜드(영어: Portland)는 미국 오리건주 북서부에 있는 주 최대의 도시이다. 면적은 376.5km2고 인구는 2019년 654,741명이다.
포틀랜드는 장미의 정원이 많은 많은 이유로 "장미의 도시"라는 별명을 가지고 있다. 대한민국의 울산광역시와 자매교류를 맺고 있다.

## 역사
백인들이 도착하기 전에는 현재의 포틀랜드 지역에 치누크 인디언들이 살고 있었다. 1829년 프랑스계 캐나다인 사냥꾼 에티엔 뤼시에르가 포틀랜드 지역에 첫 통나무 오두막을 지었다. 뉴잉글랜드에서 건너온 두명의 토지 개발자인 보스턴의 에이사 L. 러브조이와 메인주 포틀랜드의 프랜시스 W. 페티크로브가 1845년 포틀랜드를 창설하였다. 1851년 포틀랜드가 편입될 때 821명의 사람들이 살고 있었고 퍼시픽 노스웨스트에서 가장 큰 타운이었다.
포틀랜드는 1850년부터 1900년까지 꾸준히 번창하였다. 정착자들이 포장 마차를 타고 포틀랜드와 근처에 있는 농장에 왔다. 포틀랜드는 모피, 곡물, 목재, 연어 통조림과 양털를 위한 교역의 중심지가 되었다. 1883년 철도가 동부와 연결되어 향상된 교통이 지역의 제조업 번영에 용기를 주었다.
1900년과 1910년 사이에 포틀랜드의 인구는 90,426명에서 207,214명으로 늘었다. 퍼시픽 노스웨스트의 도시 인구도 늘어나면서 포틀랜드 제조업을 위한 새로운 시장들을 마련하였다. 도시는 1890년대 후반과 1900년대 초반 동안 알래스카와 캐나다 유콘에서 금 체굴자들을 위한 공급 정거장을 있었다. 1905년 세계 박람회인 루이스 앤드 클라크 100년제 박람회는 포틀랜드에 300만명의 방문객들을 데려왔다. 그중에 많은 이들이 도시에 정착하였다.
수많은 세월 동안에 목재와 양털 생산업이 포틀랜드 직업의 대략 3분의 2를 마련하였다. 그러나 1933년 큰 산의 화재가 도시의 주요 목재 공급지들을 파괴시켰다. 틸러무크 카운티 근처까지 번져간 이 화재가 일어난 후, 많은 포틀랜드의 제재소들이 폐문하였다.
1930년대에 컬럼비아 강과 윌러메트 강에 세워진 새로운 댐들이 포틀랜드를 위한 값이 싼 전기를 공급하였다. 결과로서 전기에 의지한 많은 산업들이 도시로 왔으며, 금속 가공업과 금속 제품의 생산을 포함하였다. 제2차 세계 대전이 일어나는 동안의 1940년대에는 조선업 전쟁에 관계된 산업들이 포틀랜드로 10만명 가까이 되는 사람들을 데리고 왔다. 1945년 전쟁이 끝날 때까지 많은 사람들이 도시에 머물었고, 1950년 포틀랜드는 373,628명의 인구가 있었다.
1960년대 동안에 도시 재개발 프로젝트가 아파트와 사무소 건물과 함께 한 다운타운 근처에 많은 낡은 건물들을 대체하였다. 1970년대에 포틀랜드 트랜지트 몰이 다운타운 지역에 완공되었다. 이 오픈몰은 도시의 버스 교통을 위한 중심지로 애용된다. 1970년대이 다른 건설 프로젝트는 윌러메트 강에 리버 플레이스 거주지 상업, 다운타운 포틀랜드에서 파이오니어 플레이스의 사무소와 쇼핑몰과 포틀랜드 남동부의 오리건주 컨벤션 센터의 개발을 포함하였다.
다운타운 포틀랜드를 그레샴 외곽과 잇는 메트로폴리탄 지역 엑스프레스 전철 시스템의 첫 선이 1986년에 개통하였다. 다운타운을 비버턴과 힐스보로 외곽들을과 잇는 그 선의 확장이 1988년에 개통되었다. 2001년에는 포틀랜드 국제 공항로 가는 선이, 2004년에는 포틀랜드 엑스포 센터로 가는 선이 개통되었다.
1990년대 수반에 재개발 프로젝트는 다운타운 북부에 있는 창고의 개발을 포함하였다. 그 지역은 갤러리, 식당, 상점과 거주지들을 포함한 펄 구역이 되었다.
1950년과 1980년 사이에 포틀랜드의 인구가 약간 쇠퇴하였으나 메트로폴리탄 지역의 인구는 늘어났다. 1980년대와 1990년대에 도시의 인구는 자라나고 2000년으로 봐서 529,121명으로 도달하였다. 메트로폴리탄 지역의 인구는 지속적으로 자라났다.

## 기후
| 오리건주 포틀랜드 (포틀랜드 국제공항)의 기후                                                   | 오리건주 포틀랜드 (포틀랜드 국제공항)의 기후 | 오리건주 포틀랜드 (포틀랜드 국제공항)의 기후 | 오리건주 포틀랜드 (포틀랜드 국제공항)의 기후 | 오리건주 포틀랜드 (포틀랜드 국제공항)의 기후 | 오리건주 포틀랜드 (포틀랜드 국제공항)의 기후 | 오리건주 포틀랜드 (포틀랜드 국제공항)의 기후 | 오리건주 포틀랜드 (포틀랜드 국제공항)의 기후 | 오리건주 포틀랜드 (포틀랜드 국제공항)의 기후 | 오리건주 포틀랜드 (포틀랜드 국제공항)의 기후 | 오리건주 포틀랜드 (포틀랜드 국제공항)의 기후 | 오리건주 포틀랜드 (포틀랜드 국제공항)의 기후 | 오리건주 포틀랜드 (포틀랜드 국제공항)의 기후 | 오리건주 포틀랜드 (포틀랜드 국제공항)의 기후 |
| 월                                                                                             | 1월                                          | 2월                                          | 3월                                          | 4월                                          | 5월                                          | 6월                                          | 7월                                          | 8월                                          | 9월                                          | 10월                                         | 11월                                         | 12월                                         | 연간                                         |
| ---------------------------------------------------------------------------------------------- | -------------------------------------------- | -------------------------------------------- | -------------------------------------------- | -------------------------------------------- | -------------------------------------------- | -------------------------------------------- | -------------------------------------------- | -------------------------------------------- | -------------------------------------------- | -------------------------------------------- | -------------------------------------------- | -------------------------------------------- | -------------------------------------------- |
| 역대 최고 기온 °C (°F)                                                                         | 19 (66)                                      | 22 (71)                                      | 27 (80)                                      | 32 (90)                                      | 38 (100)                                     | 47 (116)                                     | 42 (107)                                     | 42 (108)                                     | 41 (105)                                     | 33 (92)                                      | 23 (73)                                      | 18 (65)                                      | 47 (116)                                     |
| 일평균 최고 기온 °C (°F)                                                                       | 8.6 (47.5)                                   | 10.8 (51.5)                                  | 13.8 (56.8)                                  | 16.7 (62.0)                                  | 20.7 (69.3)                                  | 23.5 (74.3)                                  | 27.7 (81.9)                                  | 27.9 (82.3)                                  | 24.8 (76.7)                                  | 18.0 (64.4)                                  | 11.9 (53.5)                                  | 8.3 (46.9)                                   | 17.7 (63.9)                                  |
| 일일 평균 기온 °C (°F)                                                                         | 5.5 (41.9)                                   | 6.7 (44.1)                                   | 9.1 (48.3)                                   | 11.6 (52.8)                                  | 15.2 (59.4)                                  | 17.9 (64.2)                                  | 21.2 (70.2)                                  | 21.4 (70.6)                                  | 18.6 (65.4)                                  | 13.1 (55.6)                                  | 8.4 (47.1)                                   | 5.3 (41.6)                                   | 12.8 (55.1)                                  |
| 일평균 최저 기온 °C (°F)                                                                       | 2.3 (36.2)                                   | 2.7 (36.8)                                   | 4.3 (39.7)                                   | 6.5 (43.7)                                   | 9.7 (49.4)                                   | 12.3 (54.1)                                  | 14.7 (58.5)                                  | 14.9 (58.9)                                  | 12.3 (54.1)                                  | 8.2 (46.7)                                   | 4.8 (40.6)                                   | 2.3 (36.2)                                   | 7.9 (46.2)                                   |
| 역대 최저 기온 °C (°F)                                                                         | −19 (−2)                                     | −19 (−3)                                     | −7 (19)                                      | −2 (29)                                      | −2 (29)                                      | 4 (39)                                       | 6 (43)                                       | 7 (44)                                       | 1 (34)                                       | −3 (26)                                      | −11 (13)                                     | −14 (6)                                      | −19 (−3)                                     |
| 평균 강수량 mm (인치)                                                                          | 128 (5.03)                                   | 93 (3.68)                                    | 101 (3.97)                                   | 73 (2.89)                                    | 64 (2.51)                                    | 41 (1.63)                                    | 13 (0.51)                                    | 14 (0.54)                                    | 39 (1.52)                                    | 87 (3.42)                                    | 138 (5.45)                                   | 147 (5.77)                                   | 938 (36.92)                                  |
| 평균 강설량 cm (인치)                                                                          | 4.3 (1.7)                                    | 3.0 (1.2)                                    | 0.25 (0.1)                                   | 0.0 (0.0)                                    | 0.0 (0.0)                                    | 0.0 (0.0)                                    | 0.0 (0.0)                                    | 0.0 (0.0)                                    | 0.0 (0.0)                                    | 0.0 (0.0)                                    | 0.0 (0.0)                                    | 3.0 (1.2)                                    | 11 (4.2)                                     |
| 평균 강수일수 (≥ 0.01 인치)                                                                    | 18.7                                         | 15.7                                         | 17.8                                         | 17.4                                         | 13.2                                         | 9.2                                          | 3.7                                          | 3.6                                          | 6.7                                          | 13.5                                         | 18.3                                         | 19.2                                         | 157.0                                        |
| 평균 강설일수 (≥ 0.1 인치)                                                                     | 1.0                                          | 0.7                                          | 0.3                                          | 0.0                                          | 0.0                                          | 0.0                                          | 0.0                                          | 0.0                                          | 0.0                                          | 0.0                                          | 0.1                                          | 0.8                                          | 2.9                                          |
| 평균 상대 습도 (%)                                                                             | 80.9                                         | 78.0                                         | 74.6                                         | 71.6                                         | 68.7                                         | 65.8                                         | 62.8                                         | 64.8                                         | 69.4                                         | 77.9                                         | 81.5                                         | 82.7                                         | 73.2                                         |
| 평균 월간 일조시간                                                                             | 85.6                                         | 116.4                                        | 191.1                                        | 221.1                                        | 276.1                                        | 290.2                                        | 331.9                                        | 298.1                                        | 235.7                                        | 151.7                                        | 79.3                                         | 63.7                                         | 2,340.9                                      |
| 가능 일조율                                                                                    | 30                                           | 40                                           | 52                                           | 54                                           | 60                                           | 62                                           | 70                                           | 68                                           | 63                                           | 45                                           | 28                                           | 23                                           | 52                                           |
| 출처: 미국 해양대기청 (평년값: 1991년~2020년, 극값: 1940년~현재, 상대습도/일조: 1961년~1990년) |                                              |                                              |                                              |                                              |                                              |                                              |                                              |                                              |                                              |                                              |                                              |                                              |                                              |

## 주민
| 인구조사              | 인구    | Note  | %±     |
| --------------------- | ------- | ----- | ------ |
| 1860년                | 2,874   |       | —      |
| 1870년                | 8,293   |       | 188.6% |
| 1880년                | 17,577  |       | 111.9% |
| 1890년                | 46,385  |       | 163.9% |
| 1900년                | 90,426  |       | 94.9%  |
| 1910년                | 207,214 |       | 129.2% |
| 1920년                | 258,288 |       | 24.6%  |
| 1930년                | 301,815 |       | 16.9%  |
| 1940년                | 305,394 |       | 1.2%   |
| 1950년                | 373,628 |       | 22.3%  |
| 1960년                | 372,676 |       | −0.3%  |
| 1970년                | 382,619 |       | 2.7%   |
| 1980년                | 366,383 |       | −4.2%  |
| 1990년                | 437,319 |       | 19.4%  |
| 2000년                | 529,121 |       | 21.0%  |
| 2010년                | 583,776 |       | 10.3%  |
| 2019 (추산)           | 654,741 | [ 5 ] | 12.2%  |
| U.S. Decennial Census |         |       |        |

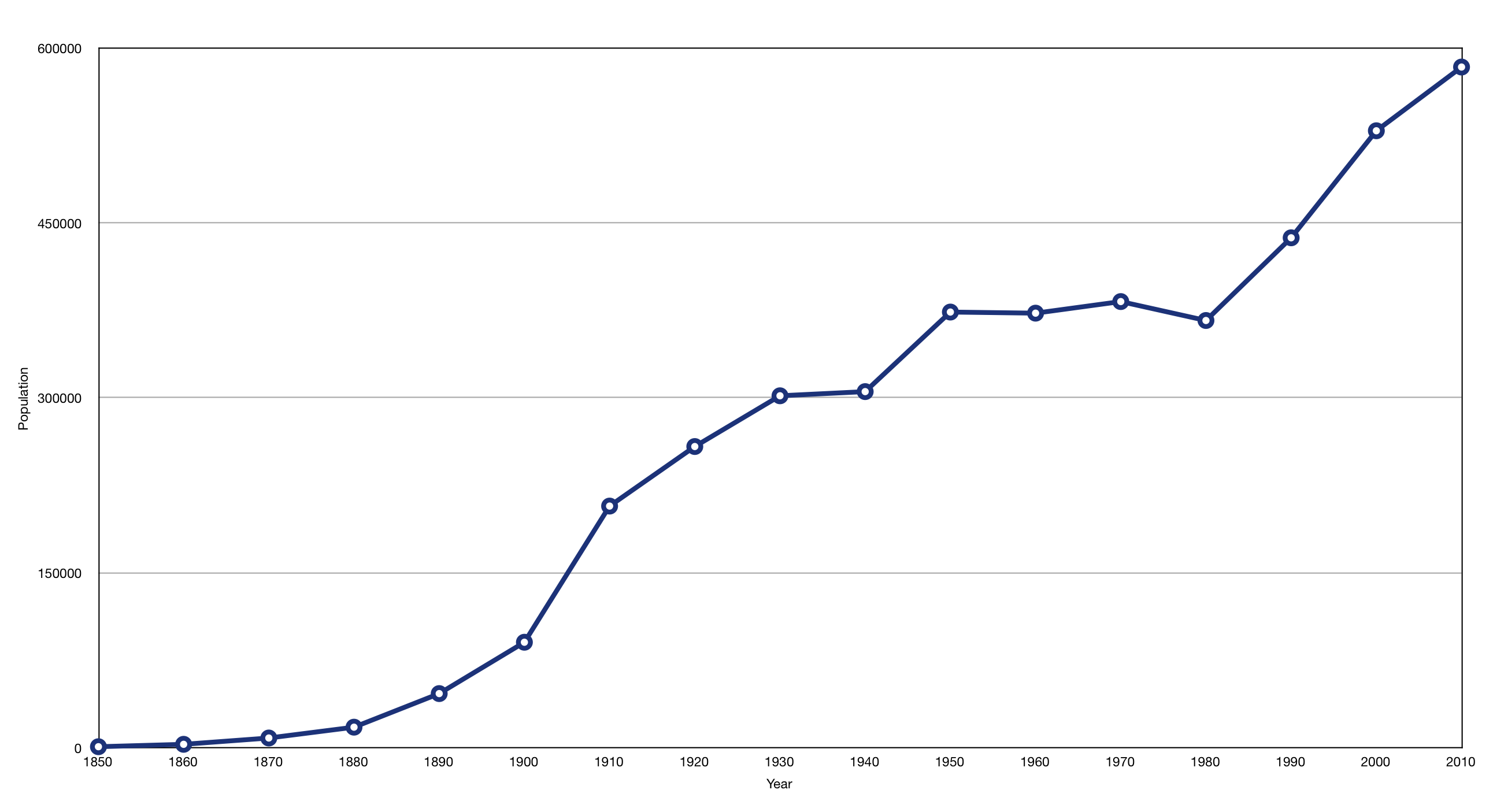
1850년부터 2010년까지의 인구 추이

오리건주 주민의 55 퍼센트 이상이 포틀랜드의 메트로폴리탄 지역의 살고 있다. 도시 인구의 14 퍼센트는 아프리카계 미국인, 아시아인, 인디언이며, 그 밖에 영국계, 아일랜드계, 독일계 등 여러 민족이 살고 있다.
다음은 인종 별 인구 수치다.
- 백인-433,172명 78.6%
- 아시아계-36,036명 6.5%
- 흑인-35,246명 6.4%
- 아메리카 토착민-7,629명 1.4%
- 하와이 출생 2,668명 0.5%
- 혼혈 20,449명 3.7%
- 기타 16,026명 2.9%'

## 경제
포틀랜드 메트로폴리탄 지역에 있는 제조업 지대들이 지역 근로자들의 많은 퍼센티지를 고용한다. 이 지역의 제조업 지대들은 컴퓨터와 전자 용품, 기계, 종이 제품, 목재 제품, 식품, 섬유와 교통 수단을 생산하고 있다. 도시의 다른 경제 활동은 식품 가공업과 금속 가공업을 포함한다. 나이키의 본사도 자리잡고 있다. 포틀랜드는 오리건 주와 워싱턴주 남서부의 금융과 보건의 중심지이다.
포틀랜드 항구는 태평양 지대 북서부의 다른 항구들보다 더 많은 자동차, 곡류, 재목과 다른 비유동체 화물을 다루는 편이다. 포틀랜드는 또한 소매상이 태평양 지대 북서부에서 제1이다. 부선과 화물선, 화물 철도선과 승객 열차가 도시에서 이루어지고 있다. 포틀랜드 국제 공항이 다운타운 지역으로부터 북동부로 약 6 마일(10 킬로미터) 떨어져있다. 포틀랜드는 "오리거니언"이란 단 하나의 일간 신문을 발간한다.

## 스포츠
포틀랜드를 연고지로 하는 스포츠팀은 NBA 농구의 포틀랜드 트레일 블레이저스, WNBA 농구의 포틀랜드 WNBA 팀 (2026년 참가예정), 메이저 리그 축구의 포틀랜드 팀버스가 있다.

## 자매 도시
- 이스라엘 아스글론
- 중화민국 가오슝시
- 대한민국 울산
- 짐바브웨 무타레
- 멕시코 과달라하라
- 러시아 하바롭스크
- 일본 삿포로시
- 중화인민공화국 쑤저우 시
- 이탈리아 볼로냐

## 사진

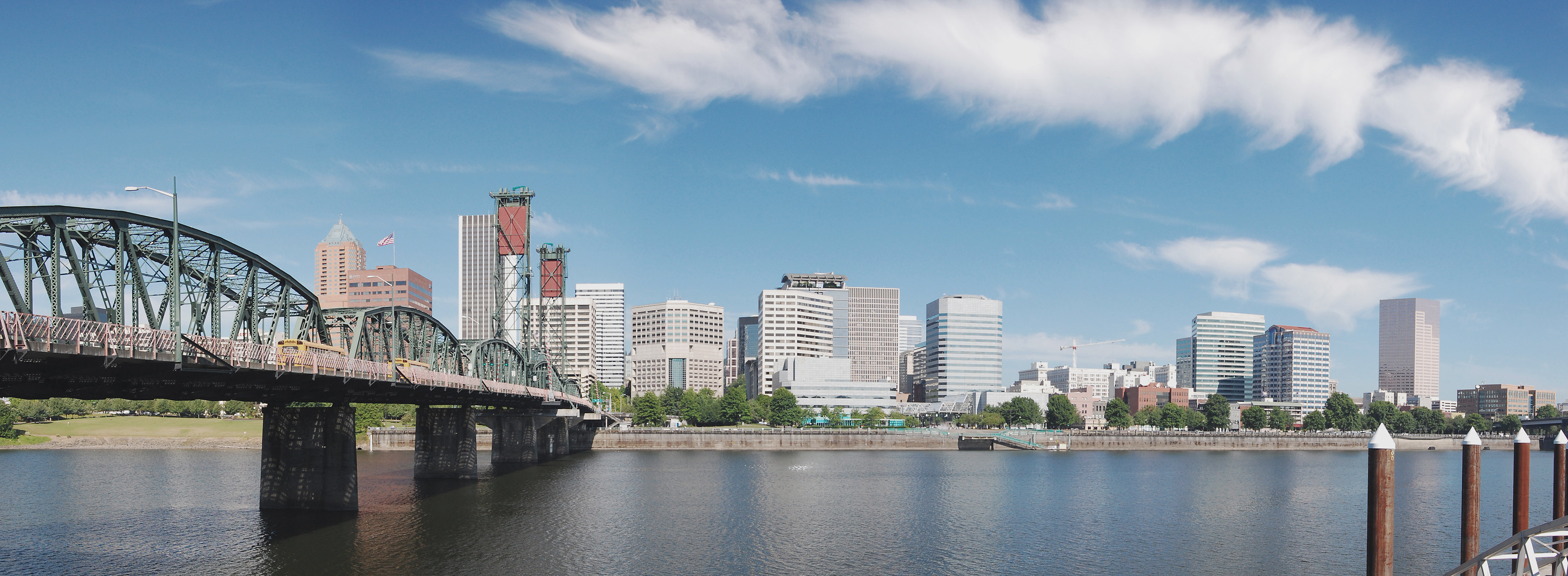
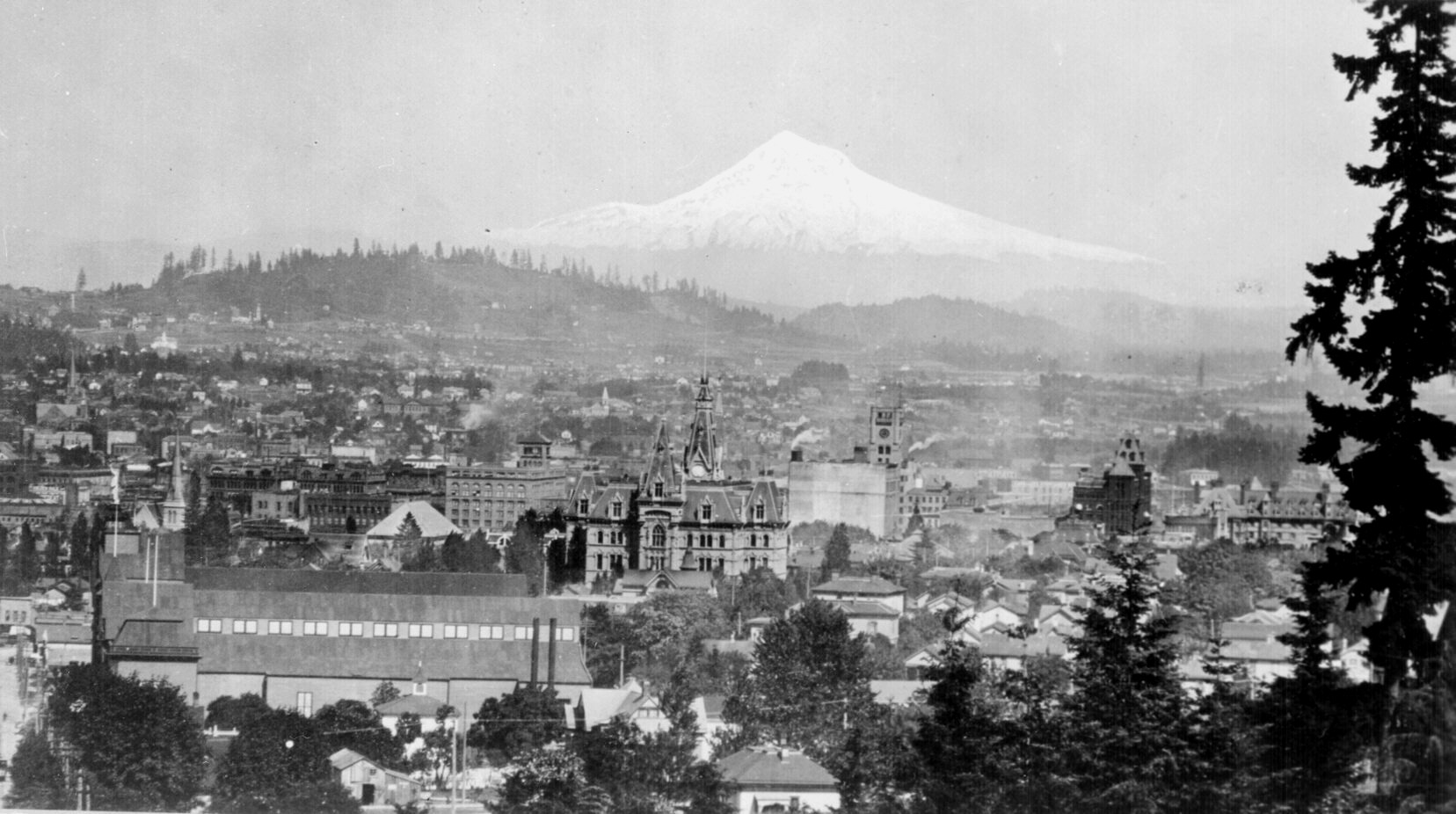
1890년의 포틀랜드
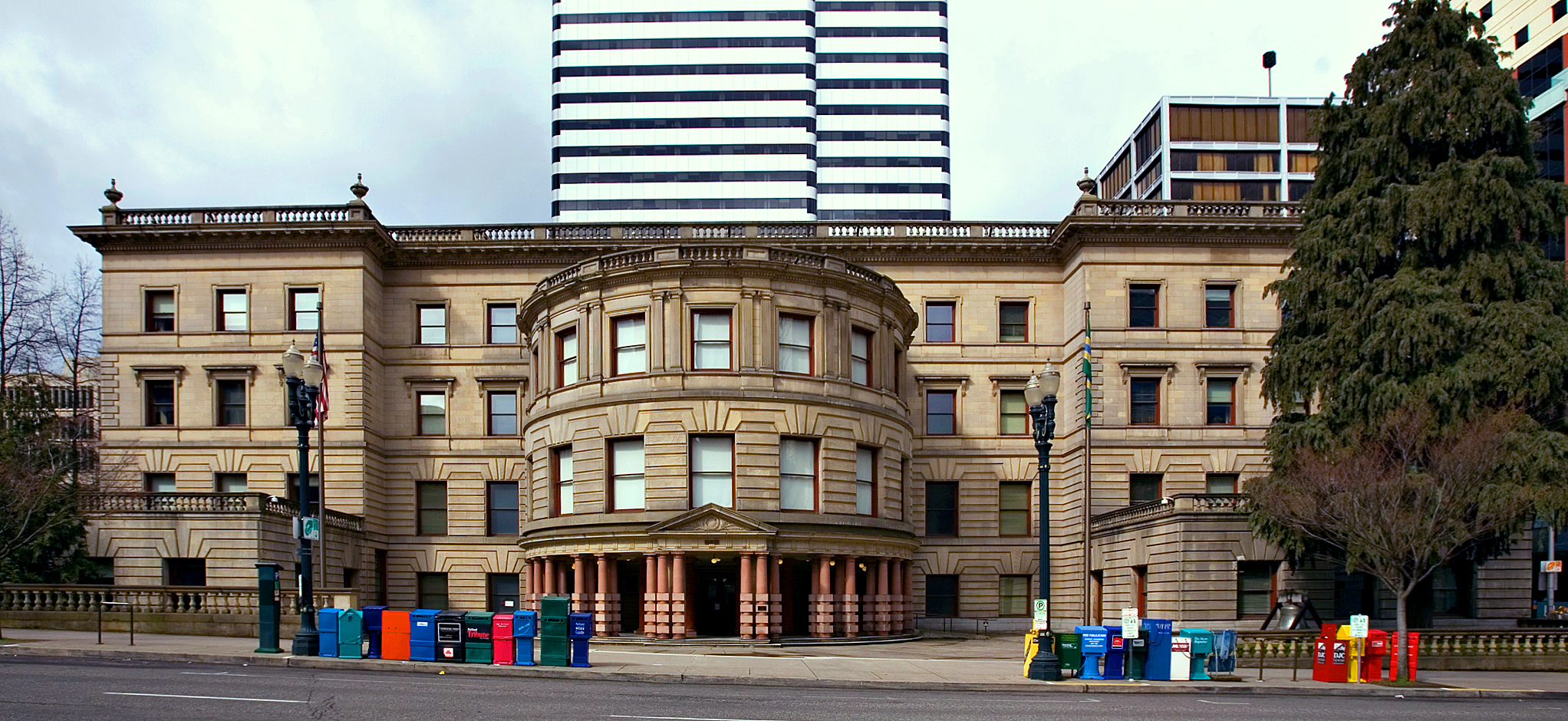
시청

## 같이 보기
- USS 포틀랜드

## 참조
1. ↑  《글로벌 세계 대백과사전》〈포틀랜드〉
2. ↑  “NowData – NOAA Online Weather Data”. 미국 해양대기청. 2020년 2월 17일에 원본 문서에서 보존된 문서. 2016년 4월 11일에 확인함.
3. ↑  “WMO Climate Normals for PORTLAND OR 1961–1990”. 미국 해양대기청. 2023년 6월 17일에 원본 문서에서 보존된 문서. 2020년 7월 18일에 확인함.
4. ↑  
“Station: PORTLAND INTL AP, OR”. 《U.S. Climate Normals 2020: U.S. Monthly Climate Normals (1991–2020)》. 미국 해양대기청. 2023년 7월 15일에 원본 문서에서 보존된 문서. 2023년 7월 15일에 확인함.
5. ↑  “Population and Housing Unit Estimates”. 2020년 5월 21일에 확인함.
6. ↑  “Census of Population and Housing”. Census.gov. 2016년 6월 4일에 확인함.

내용주